# Calytrix uncinata
Calytrix uncinata är en myrtenväxtart som beskrevs av Lyndley Alan Craven. Calytrix uncinata ingår i släktet Calytrix och familjen myrtenväxter. Inga underarter finns listade i Catalogue of Life.